# 휴 다우딩
제1대 다우닝 남작 휴 다우딩(영어: Hugh Caswall Tremenheere Dowding, 1st Baron Dowding, 1882년 4월 24일 ~ 1970년 2월 15일)은 영국의 군인이다.